# Bollendorf-Pont
Bollendorf-Pont (luxembourgeois : Bollenduerferbréck, allemand : Bollendorferbrück) est une section de la commune luxembourgeoise de Berdorf située dans le canton d'Echternach.

## Personnalités liées à Bollendorf-Pont
- Fernand Fox (1934-2024), acteur de théâtre et de cinéma né à Bollendorf-Pont.